# Jan Maklouf z Ehden
Jan Maklouf z Ehden (zm. 16 grudnia 1634) – duchowny katolicki kościoła maronickiego, w latach 1608–1633 52. patriarcha tego kościoła - "maronicki patriarcha Antiochii i całego Wschodu".